# Ford Model C (Ameryka Północna)
Ford Model C – samochód osobowy produkowany pod amerykańską marką Ford w latach 1904–1905.

## Galeria

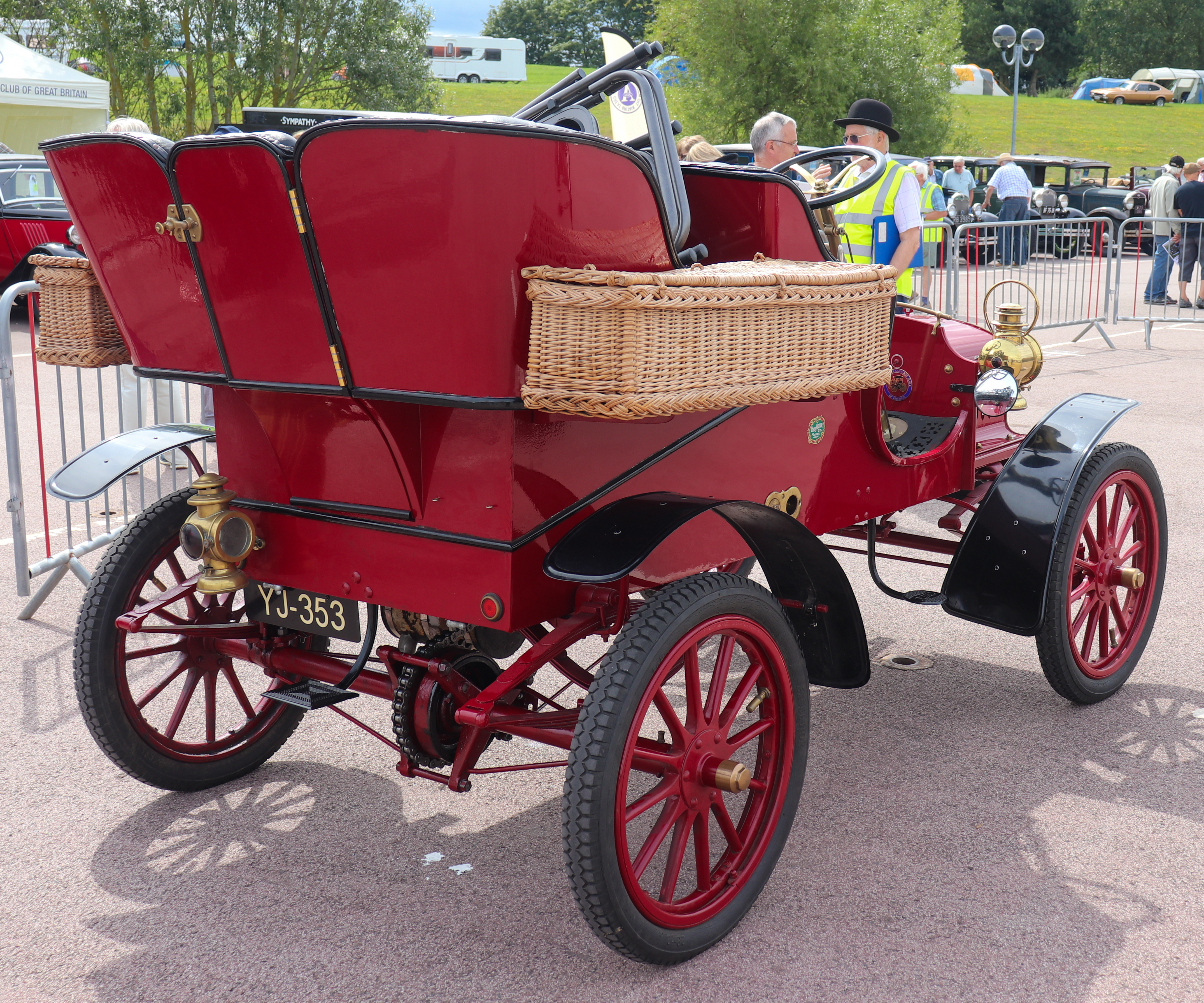
Ford Model C - tył
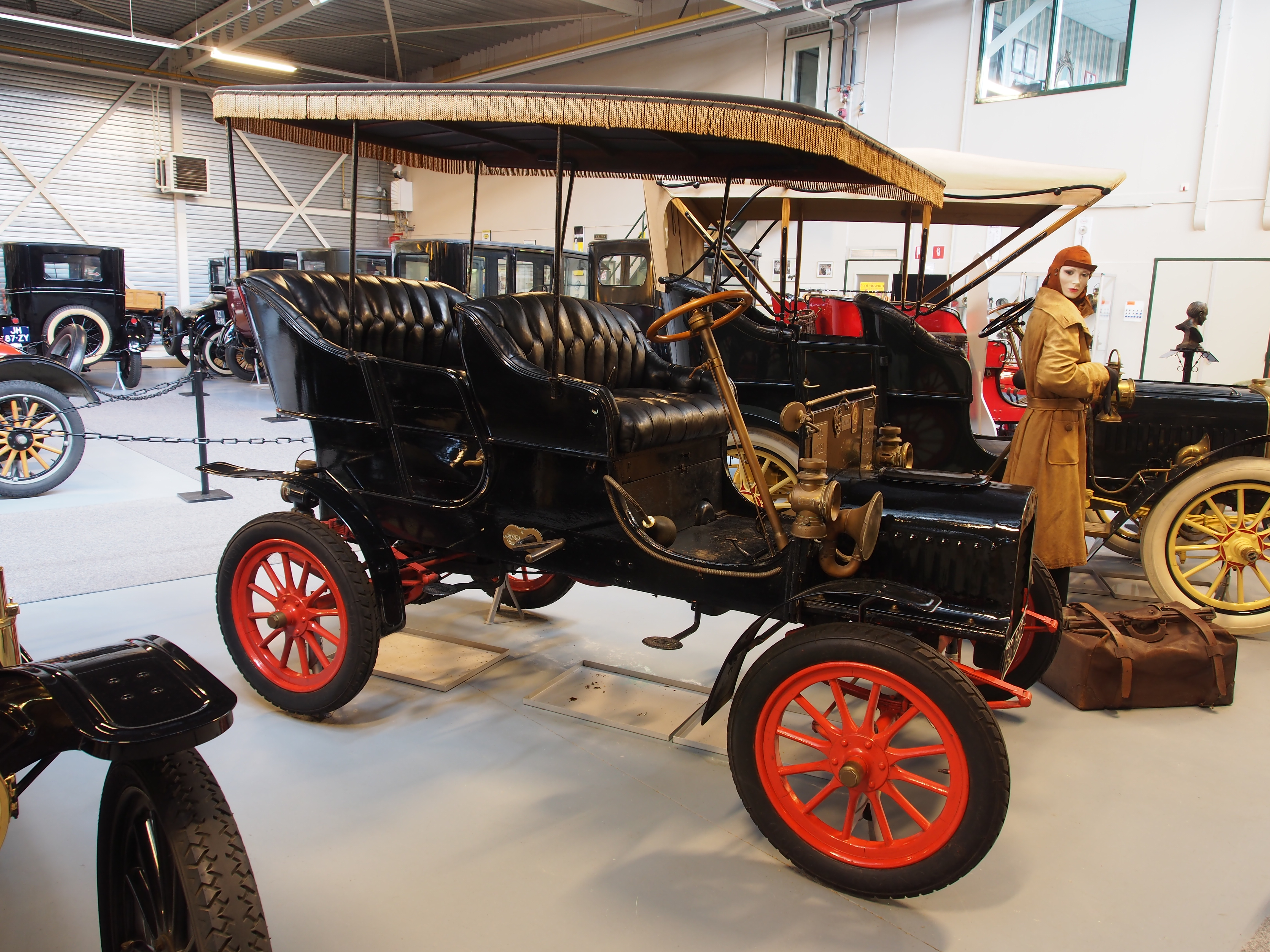
Ford Model C - profil